# Хвороба Фарбера
Хворо́ба Фарбера (також відома як ліпогрануломато́з Фа́рбера, дефіци́т кераміда́зи, фіброци́тний дисмукополісахаридо́з і ліпогрануломато́з:545) — дуже рідкісна аутосомна рецесивна хвороба накопичення лізосом. Через дефіцит ферменту керамідази нагромаджуються ліпіди, що призводить до порушень у суглобах, печінці, горлі, центральній нервовій системі й різних тканинах. Керамідаза розщеплює жири в клітинах організму. У випадку хвороби Фарбера ген, відповідальний за виробляння цього ферменту, змінений внаслідок мутації. Тому жири не розщеплюються й накопичуються в різних частинах тіла. Постають ознаки цього розладу.

## Епонім
Хворобу названо за іменем Сідні Фарбера, що вперше описав її в 1952 році, а вдруге — в 1957-му.

## Генетика
Хвороба пов'язана з порушенням діяльності гена ASAH1.

## Клінічні ознаки
Недуга виявляється зазвичай у ранньому дитинстві. Зрідка буває, що й пізніше. У дітей з класичною формою хвороби Фарбера з'являються симптоми вже в перші тижні життя — помірно порушені розумові здібності й проблеми з ковтанням. Можуть бути уражені печінка, серце та нирки. Інші симптоми — блювота, артрит, набряк лімфатичних вузлів і суглобів, контрактура (хронічне скорочення м'язів або сухожиль навколо суглобів), дисфонія і ксантоми, що нагромаджуються на суглобах, коли хвороба прогресує. Пацієнти з порушенням дихання можуть потребувати інтубаційної трубки.

## Прогноз
Більшість дітей з хворобою Фарбера помирає у віці двох років, переважно від легеневих недуг. Одну з найважчих форм хвороби, коли збільшена печінка й селезінка (гепатоспленомегалія), можна діагностувати невдовзі після народження. Такі діти помирають у середньому за півроку.

## Лікування
Немає надійних методів лікування хвороби Фарбера. Можна прописати кортикостероїди, щоб тамувати біль. Завдяки пересадженню кісткового мозку розсмоктуються гранульоми (дрібні вузлики запаленої тканини) у пацієнтів, що мають невеликі (або взагалі ніяких) порушення життєдіяльності легенів і нервової системи. Пацієнтам старшого віку можна видаляти гранульоми хірургічно.